# Supercoppa di Libano 2019
La Supercoppa di Libano 2019 è stata la 20ª edizione della Supercoppa di Libano, la competizione annuale in cui si sfidano i vincitori della Prima Divisione e i vincitori della Coppa di Libano. Siccome l'Ahed ha vinto sia la Prima Divisione che la Coppa di Libano, ebbero come avversari l'Ansar, finalisti della Coppa di Libano 2018-2019.
La partita si è giocata allo Stadio Internazionale di Sidone il 15 settembre 2019. L'Ahed vinse il trofeo battendo l'Ansar 2-1 grazie alla doppietta di Ahmed Akaïchi.

## Antefatti
La sfida tra l'Ahed e l'Ansar si è svolta per la terza volta. L'Ahed partecipò alla competizione per la terza volta di fila, avendo vinto entrambe le ultime due edizioni. L'Ansar non partecipava dal 2017, anno in cui perse proprio contro l'Ahed 2-0.

## Partecipanti
| Squadre | Qualificazione                                                              | Partecipazioni precedenti (il grassetto indica la vittoria) |
| ------- | --------------------------------------------------------------------------- | ----------------------------------------------------------- |
| Ahed    | Vincitore della Prima Divisione 2018-2019 e della Coppa di Libano 2018-2019 | 9 (2004, 2005, 2008, 2009, 2010, 2011, 2015, 2017, 2018)    |
| Ansar   | Finalista della Coppa di Libano 2018-2019                                   | 8 (1996, 1997, 1998, 1999, 2002, 2010, 2012, 2017)          |

## Tabellino
| Arbitro: | Darwish |

|                   |           |                  |
| Khamis 24’ (aut.) | Marcatori | 16’, 42’ Akaïchi |

| Ansar | Ahed |

|                 |    |                               |             |     |
|                 |    |                               |             |     |
| P               | 31 | Nazih Assad                   |             |     |
| D               | 30 | Hassan Bittar                 |             | 59’ |
| D               | 93 | Aboubacar Leo Camara          | 85’         |     |
| D               | 21 | Abdullah Taleb                |             |     |
| D               | 16 | Hassan "Shibriko" Chaitou (c) |             |     |
| C               | 24 | Houssem Louati                |             | 82’ |
| C               | 6  | Adnan Haidar                  |             |     |
| C               | 7  | Hassan Maatouk                |             |     |
| A               | 20 | Hassan "Moni" Chaito          | 45+2’       | 59’ |
| A               | 9  | Elhadji Malick Tall           | Ammonizione |     |
| A               | 8  | Soony Saad                    |             |     |
| A disposizione: |    |                               |             |     |
| P               | 1  | Hassan Moghnieh               |             |     |
| D               | 3  | Mootaz Jounaidi               |             |     |
| D               | 17 | Hassan Hmood                  |             |     |
| D               | 19 | Alfredo Juraidini             | 60’         | 59’ |
| C               | 10 | Abbas Ali Atwi                | 90+4’       | 59’ |
| C               | 99 | Moussa Tawil                  |             |     |
| A               | 12 | Kassem El Choum               |             |     |
| A               | 22 | Mahmoud Kojok                 |             | 82’ |
| A               | 23 | Jihad Ayoub                   |             |     |
| Allenatore:     |    |                               |             |     |
| Nizar Mahrous   |    |                               |             |     |

|                 |    |                   |       |       |
|                 |    |                   |       |       |
| P               | 21 | Mohamad Hamoud    |       |       |
| D               | 6  | Hussein Zein      | 90+5’ |       |
| D               | 4  | Nour Mansour      |       |       |
| D               | 5  | Khalil Khamis     |       |       |
| D               | 6  | Hussein Dakik     |       |       |
| C               | 15 | Haytham Faour (c) | 37’   |       |
| C               | 14 | Walid Shour       | 76’   | 76’   |
| RM              | 20 | Rabih Ataya       |       |       |
| AM              | 10 | Mohamad Haidar    |       |       |
| LM              | 11 | Ahmad Zreik       |       | 45+1’ |
| A               | 99 | Ahmed Akaïchi     |       | 82’   |
| A disposizione: |    |                   |       |       |
| P               | 98 | Hadi Khalil       |       |       |
| D               | 2  | Jamal Khalifeh    |       |       |
| D               | 17 | Mahmoud Majed     |       |       |
| D               | 23 | Ali Hadid         |       | 82’   |
| C               | 7  | Hussein Monzer    |       | 76’   |
| C               | 18 | Ali Sweidan       |       |       |
| A               | 22 | Mohamad Kdouh     |       |       |
| A               | 30 | Tarek Al Ali      |       | 45+1’ |
|                 | 13 | Mohamad Malak     |       |       |
| Allenatore:     |    |                   |       |       |
| Bassem Marmar   |    |                   |       |       |